# مونیکا رودریگز
مونیکا رودریگز (انگلیسی: Mônica Rodrigues؛ زادهٔ ۲۰ سپتامبر ۱۹۶۷) بازیکن والیبال ساحلی اهل برزیل است.